# Катя Chilly
Екатерина Петровна Боголюбова (Кондратенко) (укр. Катерина Петрівна Боголюбова; род. 12 июля 1978, Киев, Украина) — украинская певица, музыкант и композитор, выступающая под сценическим именем Катя Chilly.
За время профессиональной карьеры выпустила четыре альбома, получивших значительное внимание прессы и публики.

## Детство и юность
На телеканалы Кондратенко впервые попала летом 1986 года. Её выступление во время концерта «Дети Чернобыля» в одном из пионерских лагерей показало советское телевидение. Это было первое серьёзное выступление, где восьмилетняя певица исполнила песню «33 коровы».
Во время учёбы в третьем классе общеобразовательной школы Кондратенко посещала фольклорный кружок и пела в детском фольклорном хоре «Ореля». Училась в музыкальной школе по классам фортепиано и виолончель. В седьмом классе фольклорное отделение школы искусств. Далее Национальный гуманитарный лицей при Национальном университете им. Тараса Шевченко.
Высшее образование получала, обучаясь на филологическом факультете Национального университета им. Тараса Шевченко (специализация — фольклористика).

## Карьера

### 1996—1999
С весны 1996 года творчество Кондратенко сосредоточилось на поп-авангардном проекте (соединение прадавних ритуальных пений с наисовременнейшей аранжированной музыкой). С 30 мая 1996 года Екатерина Кондратенко начала выступать под псевдонимом Катя Chilly.
Одержала победу на фестивале «Червона рута».
В 1997 году президент MTV Билл Роуди пригласил певицу участвовать в программах канала.
В 1998 году Катя Chilly выпустила дебютный альбом «Русалки in da House».

### 2000—2001
С 2000 года Кондратенко сотрудничала с композиторами, аранжировщиками и мультиинструменталистами Леонидом Белеем («Мандры») и Александром Юрченко (экс -«Yarn», «Blemish»). Записанный позже альбом «Сон» так и не был издан, несмотря на то что программа была обкатана на площадках Англии и России. Кондратенко в это время получила высшее образование и продолжила обучение в аспирантуре как Киевского так и Люблинского университетов.
В марте 2001 года Кондратенко выступила с концертной программой в Лондоне, где дала более 40 концертов. Выступление Кондратенко в прямом эфире транслировала компания BBC. Клип певицы транслировался в эфире канала.

### 2005—2006
Летом 2005 года совместно с компанией Ukrainian Records певица выпустила макси-сингл «Півні», в который вошёл первый сингл из нового альбома и ремиксы на него. Над созданием ремиксов работали российские и украинские диджеи: Tka4 (Киев), Евгений Арсентьев (Москва), DJ Lemon (Киев), Professor Moriarti (Москва), LP (Калининград).
В качестве бонуса на диске представлена новая версия трека «Понад хмарами», который Катя Chilly исполнила с Сашком Положинским, и видеоклип «Півні», созданный в технологии 3D-графики. Режиссёром клипа стал украинский художник Иван Цюпка.
В 2006 году вышел диск «Я — молодая», в альбом вошли 13 треков. Среди них — дуэт с Сашком Положинським «Понад хмарами», выпущенная на сингле осенью 2005-го композиция «Півні» и песня «Я — молодая», клип на которую вышел в телеэфир в середине февраля. Работа над диском велась в киевской студии White Studio. Над звуком работал звукорежиссёр и владелец студии Олег «Белый» Шевченко, в качестве саунд-продюсера выступил Дмитрий Прикордонный. Аранжировки и программинг — Сергея Геры («Друга Ріка»).
«Я — молодая» представляет собой синтез фольклора и современной электронной музыки. В основу большинства композиций альбома положены народные слова («Крашен вечір», «Зозуля», «Криниченька»).

### 2007—2009
В 2007 году Катя Chilly выступила с совместным проектом с украинским джазовым коллективом «Solominbend». Отыграв программу «Крашен вечір» на концертных площадках Киева Катя Chilly и «Solominbend» стали хедлайнерами фестиваля «Джаз Коктебель 2007».
С 2008 года в группу Кати Chilly стали входить такие музыканты: Максим Сидоренко (пианино), Ксения Задорская (скрипка), Алик Фантаев (ударные), Юрий HOBOT Галинин (контрабас), Валентин Богданов (драмбука).
В 2009 году Катя Chilly хедлайнер основных украинских фестивалей: «Співочі тераси», «Золоті ворота», «Червона рута (фестиваль)», «Антонич-фест», «Рожаниця». В конце 2009 года хедлайнер конкурса «Детское Евровидение», которое в 2009 проходило на Украине.

### 2017—2020
26 февраля 2017 года приняла участие в популярном вокальном шоу «Голос страны». На слепом прослушивании спела песню «Светлица».
В 2020 году приняла участие в Нацотборе «Евровидение-2020» и стала полуфиналисткой. Выступала с песней «Піч/Pich».

## Дискография

### Студийные альбомы
- 1998 — Русалки in da House
- 2006 — Я — молодая

### Неизданные альбомы
- 2002 — Сон

### Синглы
- 2005 — Півні (макси-сингл)

## Видеоклипы
- 1999 — «У землi»
- 2003 — «Понад хмарами» Катя Chilly / Сашко Положинський
- 2005 — «Півнi»
- 2006 — «Я молодая»
- 2008 — «Крашен вечір2»